# New Haven
New Haven – miasto w północno-wschodniej części Stanów Zjednoczonych, w stanie Connecticut, ośrodek administracyjny hrabstwa New Haven. W 2019 miasto liczyło ponad 130 tys. mieszkańców.
Miasto jest częścią nowojorskiego obszaru metropolitalnego, liczącego 21,2 mln mieszkańców (2000).
W mieście rozwinął się przemysł maszynowy, odzieżowy, stoczniowy oraz elektroniczny.

## Szkoły wyższe
- Uniwersytet Yale, jedna z elitarnych uczelni w Stanach Zjednoczonych
- Uniwersytet Stanowy Południowego Connecticut (Southern Connecticut State University)
- Albertus Magnus College
- Gateway Community College

## Religia
- parafia św. Stanisława Biskupa i Męczennika

## Transport
- stacja kolejowa New Haven Union Station

## Miasta partnerskie
- Afula (Izrael)
- Amalfi (Włochy)
- Awinion (Francja)
- Freetown (Sierra Leone)
- Huế (Wietnam)
- León (Nikaragua)
- Taizhong (Republika Chińska)